# Jaucourt (Aube)
Jaucourt é uma comuna francesa na região administrativa de Grande Leste, no departamento de Aube. Estende-se por uma área de 6,61 km². Em 2010 a comuna tinha 172 habitantes (densidade: 26 hab./km²).